# آندره دامان
آندره دامان (فرانسوی: Andrée Damant‎؛ زادهٔ ۳۱ ژوئیهٔ ۱۹۴۲ - ۶ دسامبر ۲۰۲۲) بازیگر اهل فرانسه است.

## گزیده فیلمشناسی
از فیلم‌ها یا برنامه‌های تلویزیونی که وی در آنها نقش داشته‌است می‌توان به نفرت، سرنوشت شگفت‌انگیز املی پولن، پدر پرافتخار من و مولن بزرگ اشاره کرد.